# Guido De Luigi
Guido De Luigi (ur. 17 lutego 1963 w Turynie) – włoski siatkarz, medalista igrzysk olimpijskich.

## Życiorys
De Luigi zadebiutował w reprezentacji Włoch w 1983 w wygranym meczu z Niemcami Zachodnimi. Wystąpił na igrzyskach olimpijskich 1984 odbywających się w Los Angeles. Zagrał wówczas w dwóch z czterech meczów fazy grupowej, półfinale i zwycięskim pojedynku o brąz z Kanadą. W reprezentacji rozegrał 92 mecze.
W latach 1980–1988 był zawodnikiem klubu Pallavolo Torino, podczas gdy ten występował pod nazwami Robe di Kappa, Kappa, Cus i Bistefani Torino. Z tym zespołem w sezonie 1983/1984 zdobył mistrzostwo Włoch i tryumfował w Pucharze Europy Zdobywców Pucharów. Grał także w Sisley Treviso (1988–1990) i Alpitour Cuneo (1990–1994).